# 锡里尼亚恩
锡里尼亚恩是巴西伯南布哥州的一个市镇。总面积356.74平方公里，总人口36483人，人口密度102.3人/平方公里。